# Characidium
Characidium is een geslacht van straalvinnige vissen uit de familie van de grondzalmen (Crenuchidae).

## Soorten
- Characidium alipioi Travassos, 1955
- Characidium bahiense Almeida, 1971
- Characidium bimaculatum Fowler, 1941
- Characidium boavistae Steindachner, 1915
- Characidium boehlkei Géry, 1972
- Characidium bolivianum Pearson, 1924
- Characidium borellii Boulenger, 1895
- Characidium brevirostre Pellegrin, 1909
- Characidium caucanum Eigenmann, 1912
- Characidium chupa L. P. Schultz, 1944
- Characidium crandellii Steindachner, 1915
- Characidium declivirostre Steindachner, 1915
- Characidium etheostoma Cope, 1872
- Characidium etzeli Zarske & Géry, 2001
- Characidium fasciatum Reinhardt, 1867
- Characidium gomesi Travassos, 1956
- Characidium grajahuensis Travassos, 1944
- Characidium hasemani Steindachner, 1915
- Characidium heinianum Zarske & Géry, 2001
- Characidium heirmostigmata da Graҫa & Pavanelli, 2008
- Characidium interruptum Pellegrin, 1909
- Characidium japuhybense Travassos, 1949
- Characidium lagosantense Travassos, 1947
- Characidium lanei Travassos, 1967
- Characidium laterale Boulenger, 1895
- Characidium lauroi Travassos, 1949
- Characidium longum Taphorn, Montaña & Buckup, 2006
- Characidium macrolepidotum Peters, 1868
- Characidium marshi Breder, 1925
- Characidium nupelia da Graҫa, Pavanelli & Buckup, 2008
- Characidium occidentale Buckup & dos Reis, 1997
- Characidium oiticicai Travassos, 1967
- Characidium orientale Buckup & dos Reis, 1997
- Characidium pellucidum Eigenmann, 1909
- Characidium phoxocephalum Eigenmann, 1912
- Characidium pteroides Eigenmann, 1909
- Characidium pterostictum Gomes, 1947
- Characidium purpuratum Steindachner, 1882
- Characidium rachovii Regan, 1913
- Characidium roesseli Géry, 1965
- Characidium sanctjohanni Dahl, 1960
- Characidium schindleri Zarske & Géry, 2001
- Characidium schubarti Travassos, 1955
- Characidium serrano Buckup & dos Reis, 1997
- Characidium steindachneri Cope, 1878
- Characidium stigmosum de Melo & Buckup, 2002
- Characidium tenue Cope, 1894
- Characidium timbuiense Travassos, 1946
- Characidium vestigipinne Buckup & Hahn, 2000
- Characidium vidali Travassos, 1967
- Characidium xanthopterum Silveira, Langeani, da Graҫa, Pavanelli & Buckup, 2008
- Characidium xavante da Graҫa, Pavanelli & Buckup, 2008
- Characidium zebra Eigenmann, 1909